# ジャン・ド・ジョアンヴィル

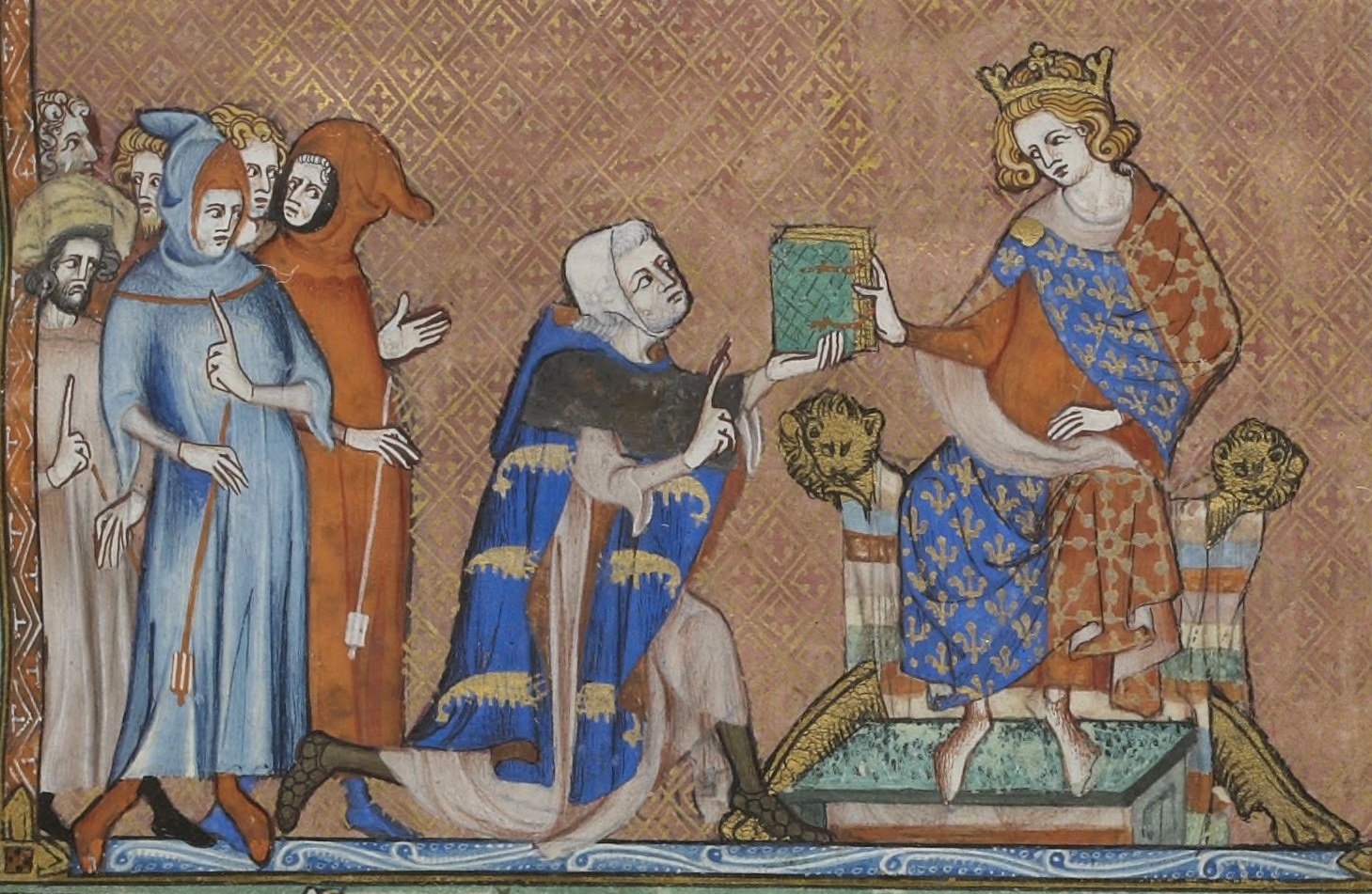
ルイ10世に『聖王ルイの生涯』を献上するジャン・ド・ジョアンヴィル

ジャン・ド・ジョアンヴィル（Jean de Joinville, 1224年 - 1317年12月24日）は、シャンパーニュ伯家の重臣（セネシャル）で、第7回十字軍に従軍した。後にルイ9世の伝記『聖王ルイの生涯』を著し、伝記作家として後世に記憶される。

## 生涯
シャンパーニュ伯ティボー4世の宮廷で教育を受け、父の跡を継ぎセネシャルとなった。彼は適度に信心深く、1244年にルイ9世が第7回十字軍を募るとこれに参加したが、十字軍の苦戦の中でルイ9世の知遇を受け、次第に重用されるようになった。
特に解放されてアッコンに到着した後、ルイ9世がフランスに帰るか留まるか諸侯に相談した際、フランス諸侯の多くが帰国することを望んだのに対し、唯一人現地に留まることを主張した。結果的にルイ9世がこれを受け入れたため、以降、王の相談役、代官として活躍した。1254年に帰国した後は、シャンパーニュ伯のセネシャルとして勤め、1270年にルイ9世が第8回十字軍を起こした際も誘われたが参加しなかった。
ルイ9世の死後、列聖のための調査が始まった際、ルイ9世を親しく知るものとしてジョアンヴィルも1282年に証言を行っている。フランス王妃でありシャンパーニュ伯として主君でもあるジャンヌの命により「聖王ルイの生涯」の記述を始め、1309年に完成させてルイ10世に捧げている。

## 「聖王ルイの生涯」
「聖王ルイの生涯」といっても記述の大部分は、第7回十字軍であり、筆者が直接見聞きしたことを記述した他、ルイ9世から直接聞いたと思われる逸話なども記述されており、重要な史料となっている。筆者はルイ9世に対してかなり率直な物言いをしており、これは臣下ではないという立場や筆者の性格による面もあるが、当時の王と貴族の関係を反映しているといえる。